# FDJ (사이클 팀)

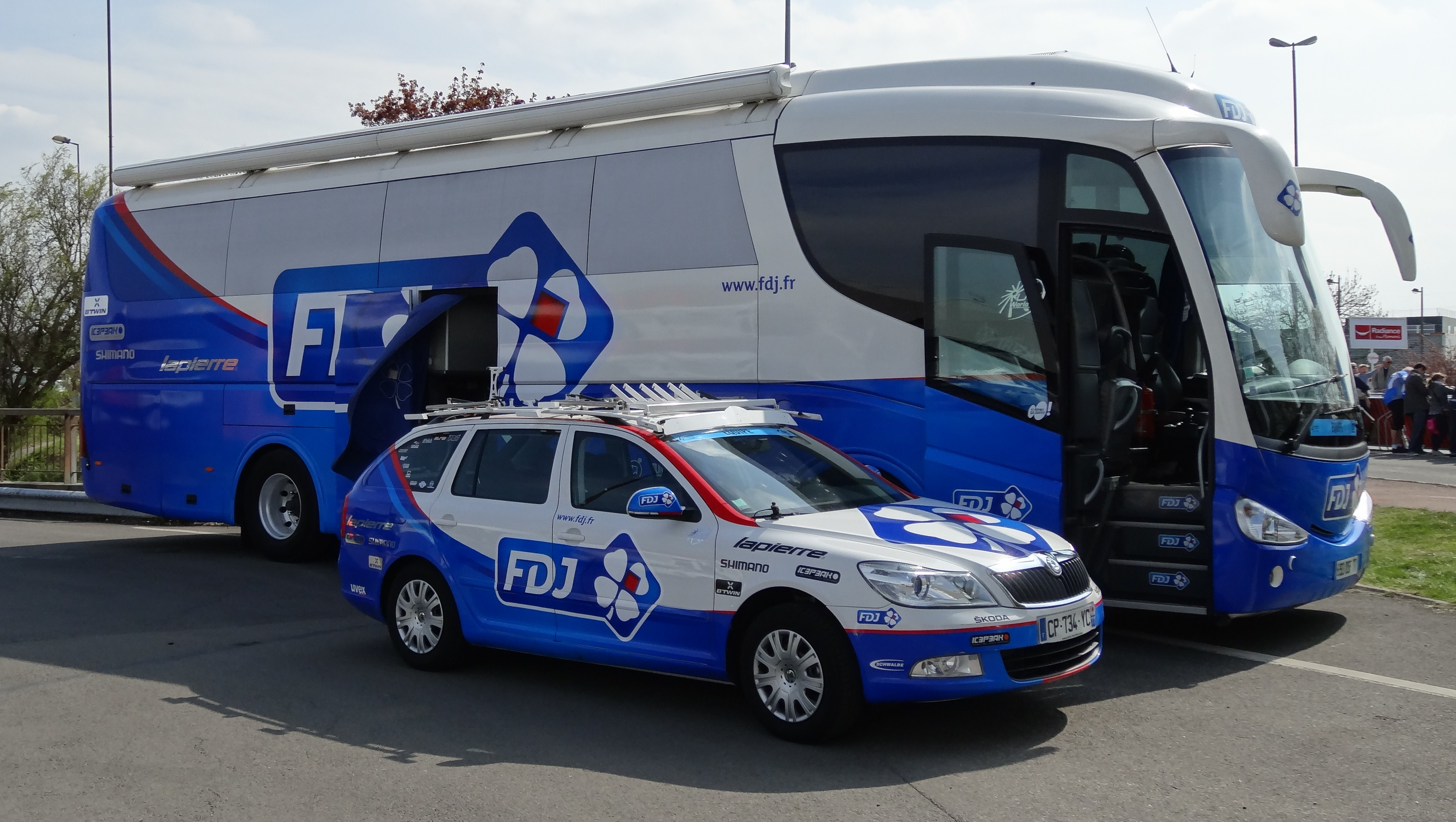

FDJ 그룹(프랑스어: Groupama–FDJ)는 프랑셰즈 데 죄(Française des Jeux)의 후원을 받는 국제 사이클 연맹 선수권 급의 사이클링 팀으로 국제 사이클 연맹의 팀코드는 FDJ이다. 마크 마디오(Marc Madiot)의 주도로 1994년에 설립되었다. 그는 1985년, 1991년 파리-루베 클레식의 우승자이다.